# Gebhardshain

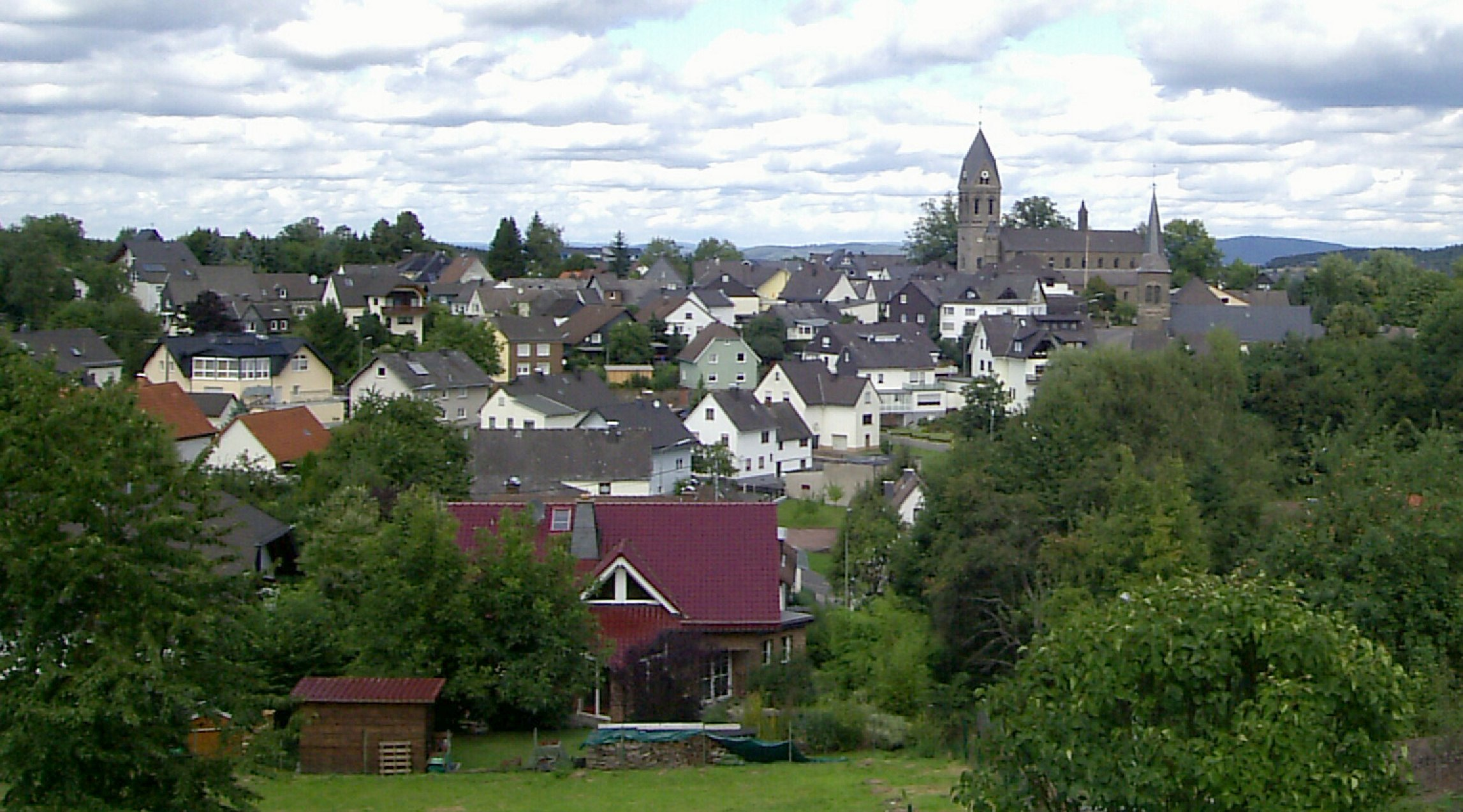
Ortskern Gebhardshain

Gebhardshain ist eine Ortsgemeinde im Landkreis Altenkirchen (Westerwald) in Rheinland-Pfalz. Sie gehört der Verbandsgemeinde Betzdorf-Gebhardshain an. Bis zum 1. Januar 2017 war sie Verwaltungssitz einer gleichnamigen Verbandsgemeinde, die mit der Verbandsgemeinde Betzdorf fusionierte. Gebhardshain ist gemäß Landesplanung als Grundzentrum ausgewiesen.

## Geographie

### Geographische Lage
Die Ortsgemeinde liegt an den nördlichen Ausläufern des Westerwalds hin zum Siegerland südwestlich von Betzdorf und südöstlich von Wissen; Nachbargemeinden sind Wissen im Norden und Nordwesten, Elben im Osten, Steinebach/Sieg im Süden, Fensdorf und Selbach im Westen. Südwestlich des Ortes erstrecken sich ausgedehnte Waldgebiete, mit denen die Gemarkung an die im Westerwaldkreis gelegenen Gemeinden Kundert und Mörsbach grenzt.

### Naturräumliche Zuordnung
Gebhardshain liegt in der naturräumlichen Haupteinheitengruppe Bergisch-Sauerländisches Gebirge (Nr. 33) und in der Haupteinheit Mittelsieg-Bergland (330) sowie Untereinheit Nisterbergland (330.01).

### Klima
Der Jahresniederschlag beträgt 1058 mm.

## Geschichte
Gebhardshain wird erstmals im Jahre 1220 urkundlich erwähnt. Der Ortsname ist eindeutig auf einen Personennamen zurückzuführen, vermutlich auf einen Gebhard aus der Familie der Konradiner, der um das Jahr 1000 herum gelebt haben dürfte. Gebhardshain war im 13. Jahrhundert Sitz des Rittergeschlechts derer von Gevertzhagen, die als Schöffen in Gerichtsurkunden schon 1216 erscheinen. Das Geschlecht war Lehensträger der Grafen von Sayn. 1378 erkannten diese den Kurfürsten von Trier als ihren Lehnsherren an, womit Gebhardshain nicht nur zur Diözese Trier, sondern auch zu Kurtrier, dem weltlichen Herrschaftsgebiet des Erzbischofs von Trier, gelangte. Gebhardshain liegt an der Grenze zum Erzbistum Köln, das in Wissen beginnt.
Bevölkerungsentwicklung
Die Entwicklung der Einwohnerzahl von Gebhardshain, die Werte von 1871 bis 1987 beruhen auf Volkszählungen:
| Jahr | Einwohner |
| 1815 | 271       |
| 1835 | 375       |
| 1871 | 483       |
| 1905 | 734       |
| 1939 | 1098      |
| 1950 | 1040      |

| Jahr | Einwohner |
| 1961 | 1330      |
| 1970 | 1518      |
| 1987 | 1586      |
| 1997 | 1825      |
| 2005 | 1907      |
| 2017 | 1908      |

## Politik

### Gemeinderat

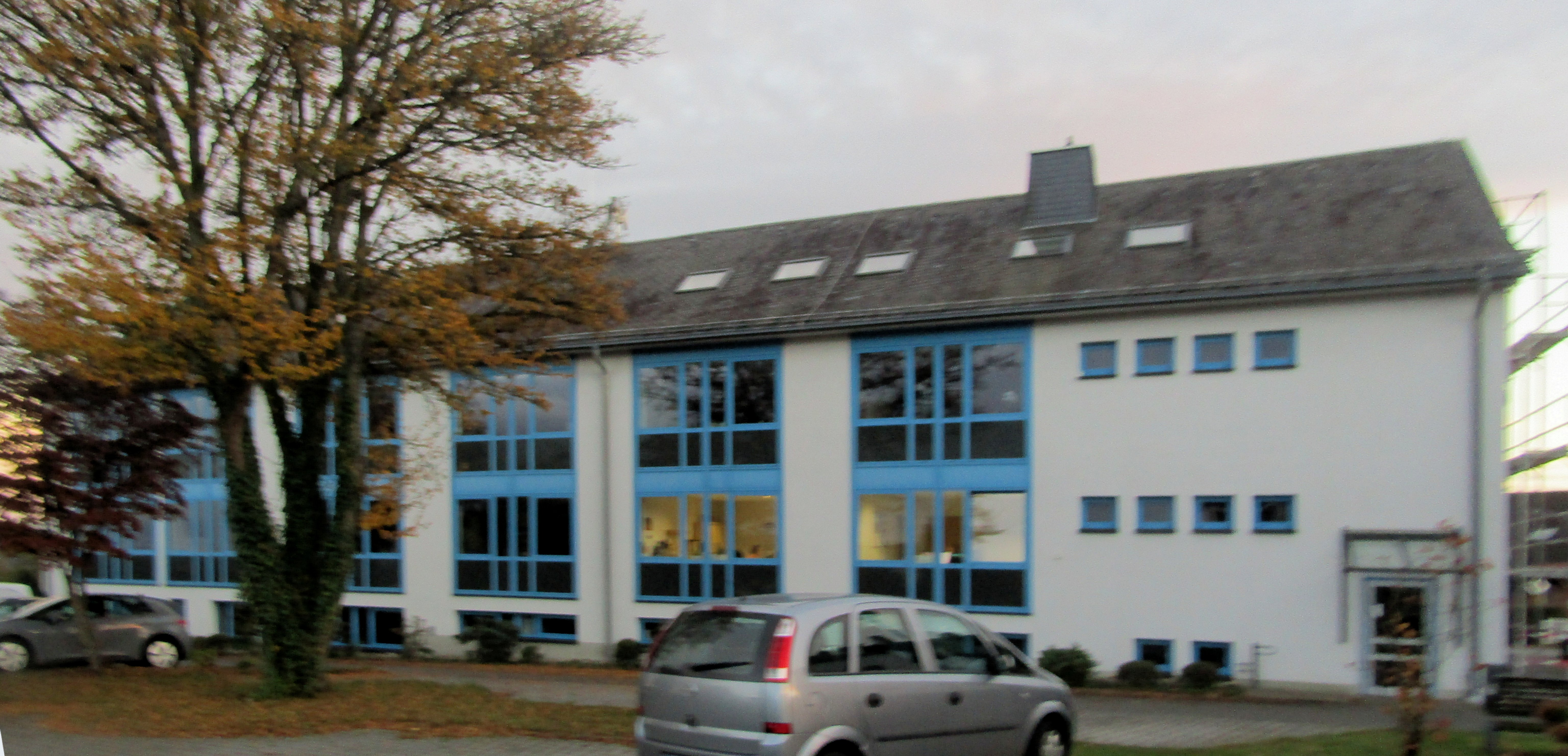
Rathaus

Der Gemeinderat in Gebhardshain besteht aus 16 Ratsmitgliedern, die bei der Kommunalwahl am 9. Juni 2024 in einer personalisierten Verhältniswahl gewählt wurden, und der ehrenamtlichen Ortsbürgermeisterin als Vorsitzender.
Die Sitzverteilung im Gemeinderat:
| Wahl | CDU | FDP | FWG | WGB | Gesamt   |
| ---- | --- | --- | --- | --- | -------- |
| 2024 | 10  | 1   | 5   | –   | 16 Sitze |
| 2019 | 9   | 1   | 5   | 1   | 16 Sitze |
| 2014 | 9   | –   | 7   | –   | 16 Sitze |
| 2009 | 9   | 1   | 6   | –   | 16 Sitze |
| 2004 | 9   | 2   | 5   | –   | 16 Sitze |

- FWG = Freie Wählergruppe Gebhardshain e. V.

### Bürgermeister
Beate Straka (CDU) wurde am 17. September 2024 Ortsbürgermeisterin von Gebhardshain. Bei der Direktwahl am 9. Juni 2024 war sie als einzige Bewerberin mit einem Stimmenanteil von 73,7 % für fünf Jahre gewählt worden.
Strakas Vorgänger Jürgen Giehl (FWG) hatte das Amt zehn Jahre ausgeübt und kandidierte bei der Wahl 2024 nicht erneut als Ortsbürgermeister.

## Kultur und Sehenswürdigkeiten

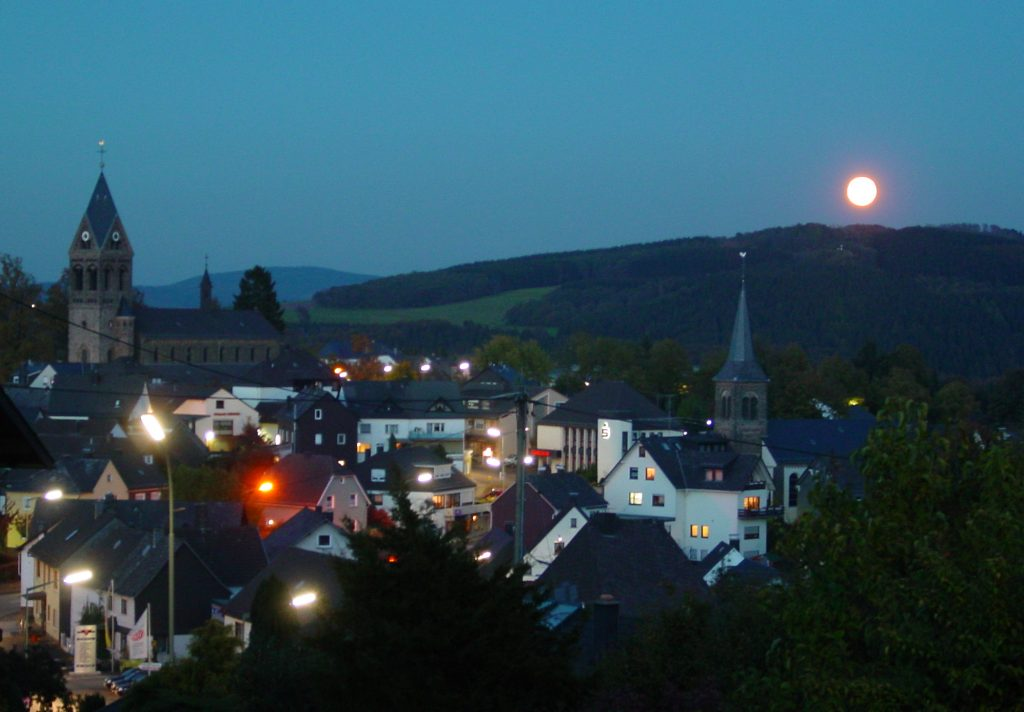
Gebhardshain

### Kirchen
In Gebhardshain gibt es zwei Kirchen: die katholische Kirche St. Maria Magdalena (links im Bild) und die evangelische Kirche (rechts im Bild). Bis 31. Juli 1859 benutzten beide Konfessionen (2500 Katholische und 280 Evangelische) die aus dem 13. Jahrhundert stammende Kirche als Simultaneum. Nach der Trennung wurde die stark renovierungsbedürftige Kirche, die man zuerst zu renovieren gedachte, bis auf den Turm, der mit Glocken und Uhr der Kommune gehörte, abgerissen und als dreischiffige romantisierende byzantinische Basilika 1860/62 neu errichtet. Der Turm wurde 1900 aufgestockt. Der Siegburger Baumeister Court orientierte sich beim Entwurf der Pläne für den Neubau an ein Konzept, das Ernst Friedrich Zwirner 1850/51 für die Kirche in Stieldorf entworfen hatte.
Die Evangelischen bekamen 5750 Taler für ihren Anteil. Die dann 1862 (23. März Grundsteinlegung) bis 1863 (22. Juli Einweihung) nach Plänen des Kreisbaumeisters L. Fortemps, Kirchen, unter der Bauaufsicht des Baumeisters Court, der auch schon die katholische Kirche erbaut hatte, für 31800 Taler von der Nümbrechter Firma Dickel errichtete einschiffige, fünfachsige Langhauskirche mit vorgesetztem Turm und eingezogenem überwölbtem 5/8 Chorschluss und Mauerwerk aus weiß gefugter Grauwacke und zeittypischen einzelnen Elementen des Rundbogenstils bekam 1869 eine Orgel, die 1901 durch ein Instrument der Firma Eberhard Friedrich Walcker mit zehn Registern und zwei Manualen ersetzt wurde.

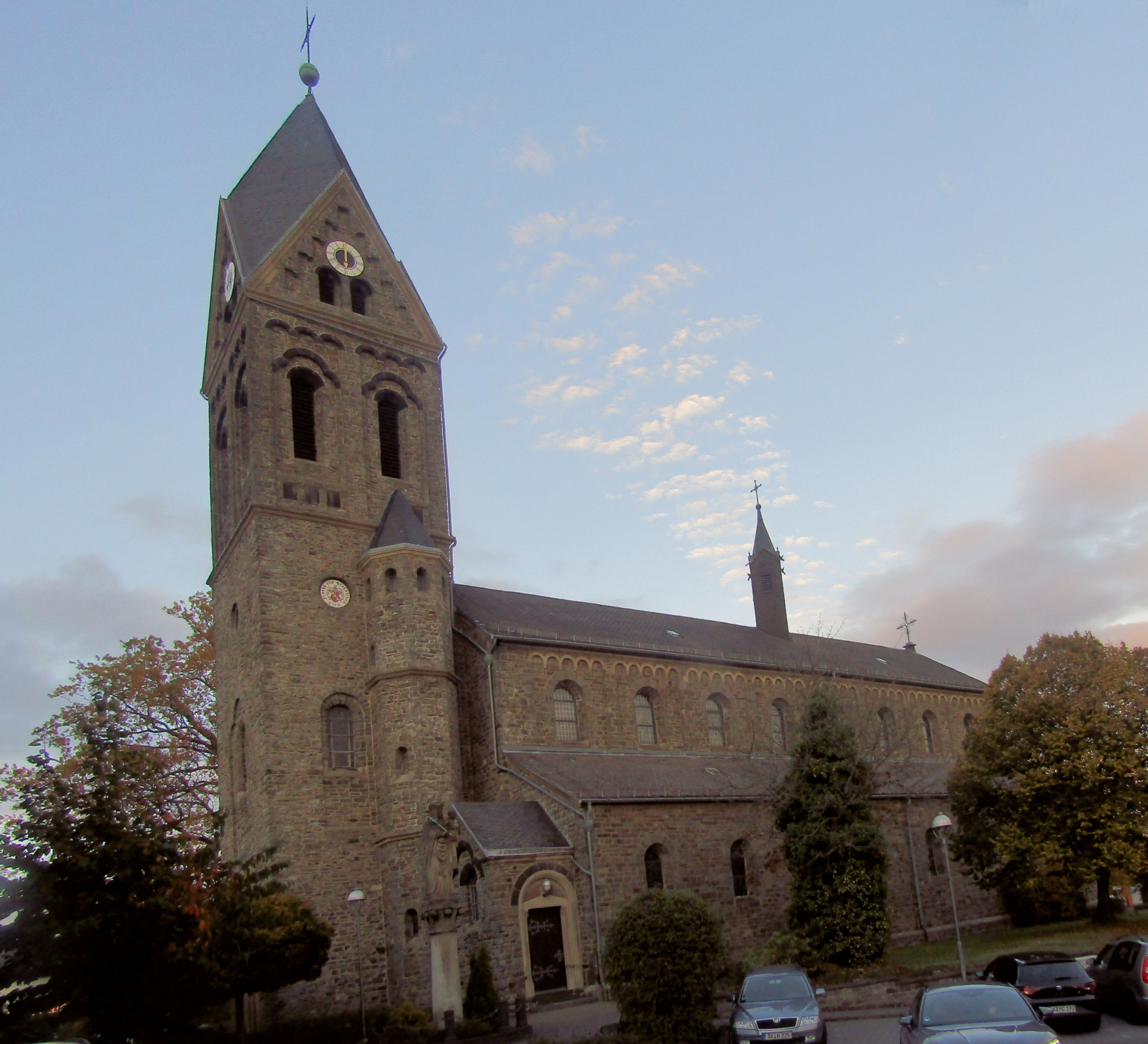
St. Maria Magdalena
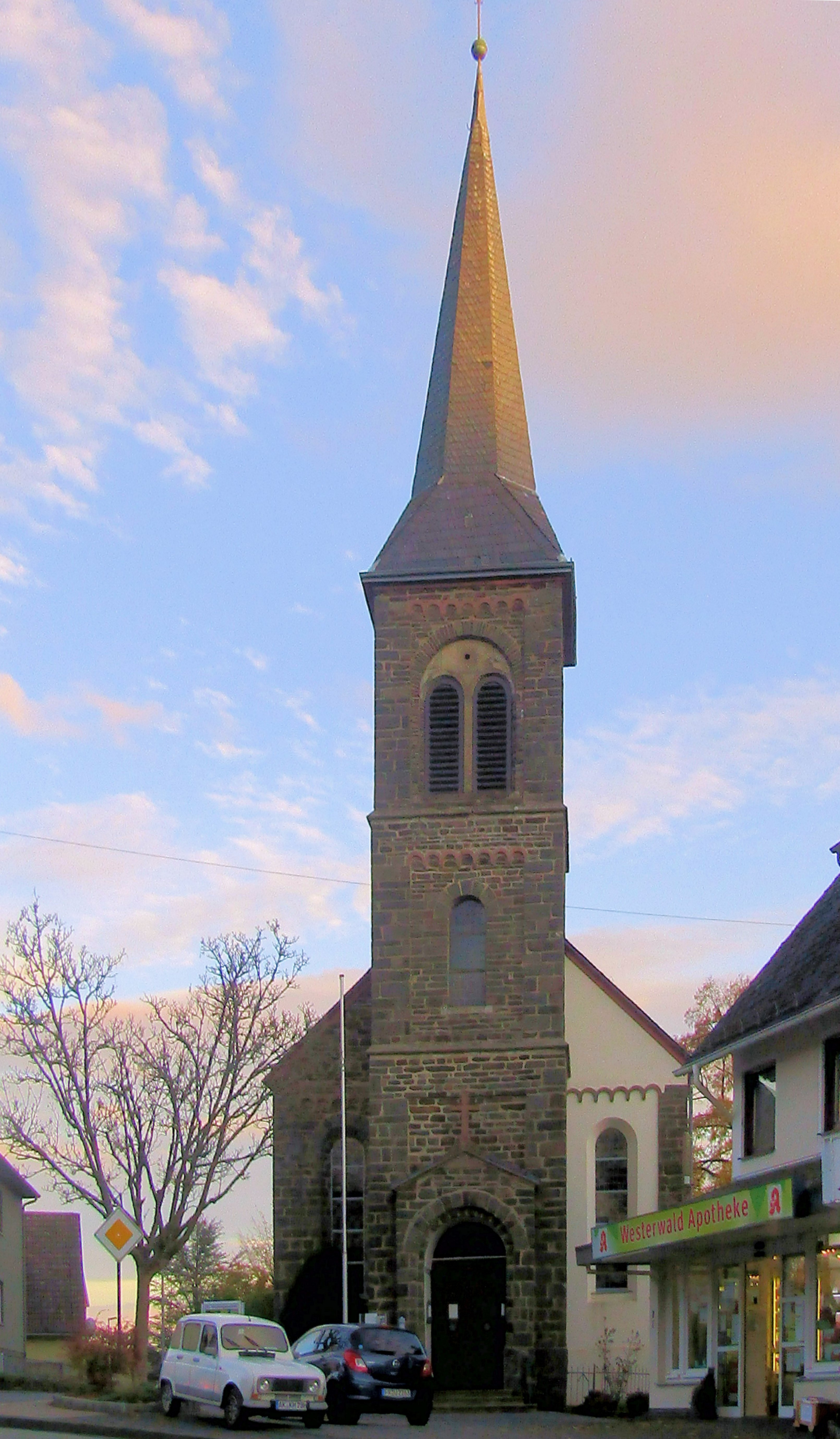
Evangelische Kirche

### Heimatmuseum
In Gebhardshain gibt es ein Heimatmuseum, das im Jahre 1999 eröffnet wurde. Dort werden unter anderem verschiedene Haushaltsgeräte aus der Vergangenheit ausgestellt. Außerdem gibt es seit dem 1. September 2001 ein Puppen-Museum, in dem man über 50 Puppen sehen kann.

### Kulturdenkmäler
→ Liste der Kulturdenkmäler in Gebhardshain

### Regelmäßige Veranstaltungen
Gebhardshain feiert zwei jährlich wiederkehrende Feste.
- Die viertägige Kirmes um den ersten Sonntag im August gibt den Rahmen für das gleichzeitige Schützenfest. Die Dorfjugend ist mit der Aufrichtung des Kirmesbaumes, einer Eröffnungsrede und einem Seifenkistenrennen um die Dorfkirche am Kirmessonntag für das traditionelle Rahmenprogramm und für Musik und Tanz im Festzelt verantwortlich.
- Auf dem traditionellen Herbstmarkt werden neben Produkten des ländlichen Raumes und modernem Kunstgewerbe vielfältige gebietstypische Gaumenfreuden angeboten. Für die Kinder wird das Angebot der Viehhändler zum Streichelzoo.
- Dazu findet alle vier Jahre eine Leistungsschau in der Westerwaldschule statt. Hier stellen regionale Firmen ihre Produkte vor.

## Wirtschaft und Infrastruktur
Die Beschäftigten Gebhardshains pendeln meist zu auswärtigen Arbeitsplätzen. Im Ort selbst ist der regionale Fremdenverkehr mit Schwerpunkt Seniorenreisen und Familienurlaube aus den nahen Ballungsräumen ein bedeutender saisonaler Arbeitgeber. Ein Aussiedlerhof an der Straße nach Wissen ist der einzige Vollerwerbslandwirtschaftsbetrieb.

### Verkehr
Der Bahnhof Gebhardshain-Steinebach lag an der Bahnstrecke Scheuerfeld–Emmerzhausen.

### Windkraftanlagen

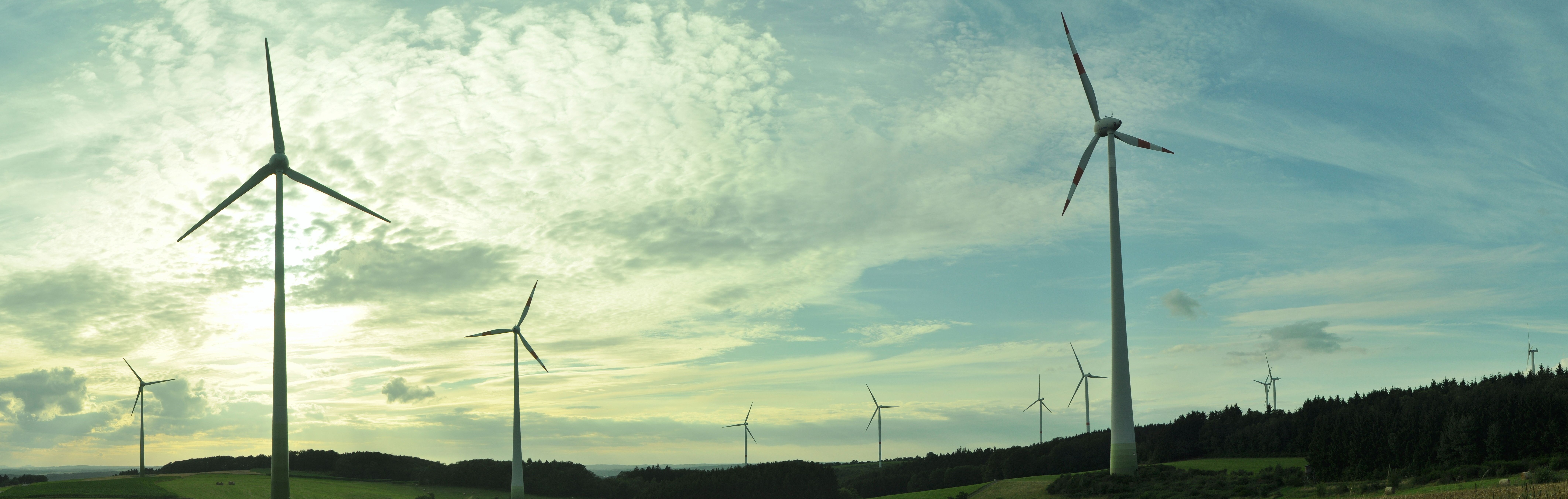
Windpark Mörsbach/Gebhardshain. Links im Bild die beiden erst 2011 errichteten Enercon E53 Anlagen.

Nach einem mehrjährigen politischen Streit wurde auf dem Gewann Spielstück südwestlich der Ortschaft ein Windpark bestehend aus mehreren Windkraftanlagen des Typs Nordex N90/2300 mit einer Nabenhöhe von 100 Metern, einem Rotordurchmesser von 90 Metern und einer Gesamthöhe von 145 Metern errichtet. Die Nennleistung der Anlagen beträgt jeweils 2,3 MW.

### Öffentliche Einrichtungen
In Gebhardshain befindet sich der zweite Verwaltungssitz der Verbandsgemeinde, die Astrid-Lindgren-Grundschule und die Westerwaldschule, eine Regionale Sekundar-Schule, sowie mit dem St. Vinzenzhaus ein Altenpflegeheim der cusanus trägergesellschaft trier.

## Söhne und Töchter des Ortes
- Friedrich Gebauer (1830–1903), Textil- und Maschinenfabrikant in Berlin
- Konrad Fuchs (1928–2015), Professor für Geschichte an der Johannes Gutenberg-Universität Mainz
- Walter Pauli (1953–1975), Polizeibeamter in Köln, wuchs in Gebhardshain auf
- Hans-Josef Roth (1934–2006), Kirchenmusikdirektor in Aachen
- Herbert Weller (1926–2019), Träger der Peter-Cornelius-Plakette des Landes Rheinland-Pfalz[16]
- Jessica Weller (* 1983), Landtagsabgeordnete der CDU im Rheinland-Pfälzischen Landtag

## Mit Gebhardshain verbunden
- Hermann Josef Doetsch (1876–1957), Amtsbürgermeister von Gebhardshain von 1907 bis 1913[17]

## Trivia
Es besteht eine meist folkloristisch-verbal ausgetragene Rivalität mit dem Nachbarort Steinebach. In diesem Zusammenhang muss auch der Sieg Gebhardshains am 29. Mai 2010 über den Nachbarort Steinebach mit 3:1 im Wettbewerb „Bürgermeisterschaft“ des Rundfunksenders RPR1 gesehen werden.